# Fosse commune de Crni Vrh
 (octobre 2020).
Le charnier de Crni Vrh, découvert en 2003, fait partie des plus grands charniers découverts en Bosnie-Herzégovine après la guerre de Bosnie des années 1990,. Il a été découvert sur la montagne Crni Vrh et contenait les restes de 629 victimes musulmanes de Bosnie, tuées par les forces serbes dans les villages entourant Zvornik en 1992 et Srebrenica en 1995,,. La Commission internationale des personnes disparues a déclaré que les victimes avaient été à l’origine enterrées dans d’autres lieux, mais avaient été réenterrées dans la tombe reculée de Crni Vrh après la guerre dans le but de dissimuler les crimes.

## Découverte et exhumation
En 2003, un charnier contenant les restes de 629 victimes musulmanes de Bosnie tuées par les forces serbes a été découvert sur le mont Crni Vrh et est devenu l'un des plus grands charniers découverts en Bosnie-Herzégovine après la guerre de Bosnie des années 1990,. L'exhumation de la fosse commune a commencé le 28 juillet 2003. Le 20 août 2003, il a été annoncé que 112 corps complets et environ 40 autres cadavres incomplets avaient été exhumés à ce moment-là, et des centaines d'autres devraient être découverts dans la tombe,.
Au cours des deux mois d'exhumation du site, Crni vrh a reçu la visite de nombreux responsables locaux et étrangers, assurant la gravité du crime. Les vêtements et les documents trouvés dans la fosse commune indiquaient que les victimes étaient pour la plupart des civils musulmans de Bosnie qui avaient été tués par les forces serbes locales entre avril et juin 1992 à Zvornik et aux alentours. Les cadavres décomposés d'hommes, de femmes et d'enfants ont été retrouvés. Le corps d'un enfant musulman âgé de cinq à six ans a été retrouvé, tué par une balle dans la colonne vertébrale. Les mains de certaines des victimes étaient liées avant leurs exécutions.

## Enterrements
Le 15 avril 2006, 42 des victimes exhumées de Crni vrh et d'une autre fosse commune à Kazanbašča ont été inhumées au cimetière des Martyrs à Memići près de Kalesija.

## Justice
À ce jour, aucun des coupables serbes n'a été traduit en justice pour ses crimes.